# Garrulax bieti
El charlatán de Biet (Garrulax bieti) es una especie de ave paseriforme de la familia Leiothrichidae endémica de China. Su nombre conmemora al naturalista francés Félix Biet.

## Distribución y hábitat
Se encuentra únicamente en las montañas del sur de China. Su hábitat natural son los bosques húmedos de montaña subtropicales. Está amenazado por la pérdida de hábitat.